# Palazzo Orsini (Napoli)
Il Palazzo Orsini, noto anche come Palazzo De Riseis, è un edificio di valore storico e architettonico di Napoli situato in via Enrico Pessina 81 nel quartiere San Lorenzo, da non confondere con il cinquecentesco Palazzo Orsini di Gravina, sede della Facoltà di Architettura.
Il palazzo, dotato di doppio cortile, fu costruito nella seconda metà del Ottocento al posto delle vecchie Fosse del grano; prende il nome dal fatto che in esso dimorò e morì il generale Vincenzo Giordano Orsini. 
In un appartamento del primo piano si conserva uno splendido salone con volta e porte dipinte nel 1906 da Salvatore Postiglione, su commissione dei baroni De Riseis. Nell'appartamento abitato dal sopracitato generale Orsini vi sono altri soffitti dipinti a tempera di minore qualità.